# Eudore Pirmez

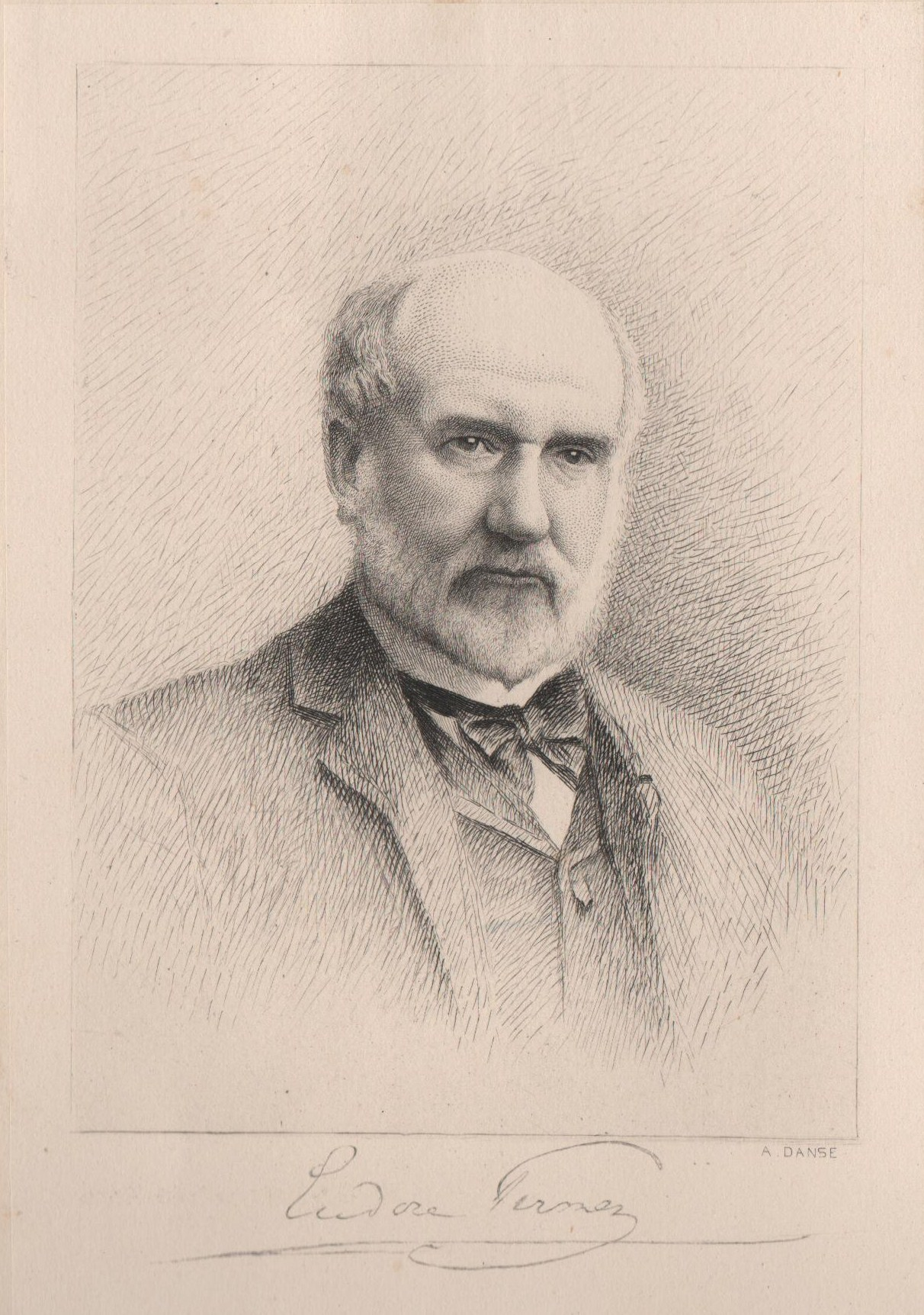
Eudore Pirmez

Eudore Pirmez (* 14. September 1830 in Marcinelle; † 2. März 1890 in Brüssel) war ein belgischer Staatsmann.
Pirmez studierte Rechtswissenschaft und wurde 1851 Anwalt in Charleroi. Er war ab 1857 Mitglied der Kammer und bekleidete von 1868 bis 1870 das Ministerium des Innern. Während er es hier den Ortsverwaltungen überließ, die Geistlichkeit zur Mitwirkung bei dem Volksunterricht heranzuziehen oder nicht, missbilligte er 1879 dagegen die von seinen Parteigenossen und 1884 die von den Klerikalen durchgeführte Schulordnung als Eingriffe in die persönliche Freiheit oder in diejenige der Ortsverwaltungen.
Pirmez stellte sich nämlich in rein politischen wie in volkswirtschaftlichen Fragen mit Vorliebe auf den Standpunkt eines Idealisten der Freiheit und vertrat seine Ansichten mit ungewöhnlicher Gelehrsamkeit und Geist. Häufig nahm er eine vermittelnde Stellung zwischen seinen Parteigenossen und der gegnerischen Regierung ein. Das Kabinett Malou ließ ihn bei dem Regierungswechsel im Jahr 1884 zum Staatsminister ernennen. 1887 war er, obschon Anhänger der Goldwährung, Vertreter Belgiens auf der Konferenz des lateinischen Münzverbandes und 1889–1890 als Präsident des Staatsrats des Kongostaats Mitglied des Antisklavereikongresses in Brüssel. Um dieselbe Zeit gab er eine viel besprochene Flugschrift über die Handelskrise heraus.
Er starb am 2. März 1890 in Brüssel.